# Введенская Готня
Введенская Готня — село в Ракитянском районе Белгородской области России. Административный центр Введено-Готнянского сельского поселения.

## География
Село расположено в западной части Белгородской области, на реке под названием Готня (приток Ворсклы).

## Исторический очерк
Село Введенская Готня возникло во второй половине XVII века («после 1664 года») на землях хотмышских детей боярских братьев Курбатовых; в 1779 году в нем числилось 247 однодворцев.
В «Описи Харьковского наместничества» 1780 года село именуется Введенским.
В 1790 году во Введенской Готне построили деревянную церковь во имя Введения в храм Пресвятой Богородицы (упразднена в 1930-х годах).
В начале XIX века во время пожара село почти целиком выгорело.
В 1858 году в селе Введенская Готня Грайворонского уезда - «477 душ мужского пола».
Осенью 1884 года - Грайворонского уезда Крюковской волости село Введенская Готня - 226 дворов (222 избы) крестьян государственных четвертных, 1394 жителя (710 мужчин, 684 женщины), грамотных 21 мужик и мальчик учащийся (школа в 10 верстах). Земельный надел: 1633,9 десятины усадебной и пахотной - «чернозем и глина, бугров 50 десятин». 32 крестьянина занимались местными промыслами, 102 - отхожими, 40 женщин работали на свекловичных плантациях. В самой Введенской Готне было 21 «промышленное заведение» да еще кабак.
К 1890 году в селе - 1562 жителя (748 мужчин, 814 женщин).
В 1891 году во Введенской Готне открыли церковно-приходскую школу.
С июля 1928 года Введенская Готня в Ракитянском р-не - центр Введенского сельсовета: село Введенская Готня (на 1 января 1932 года 2343 жителя), хутора Введенский (210 жителей) и Галушки (31 житель), выселки Лисичка (29 жителей), Ситное (208 жителей) и Смирново (248 жителей).
В конце 1950-х годов Введенская Готня в том же р-не оставалась центром Введено-Готнянского сельсовета: села Введенская Готня, Лаптевка и Трефиловка, хутора Введенский, Ситное и Смирнов.
В 1970-е годы Введенская Готня - в составе Трефиловского сельсовета Ракитянского р-на; в 1979 году в селе - 788 жителей, в 1989 году - 488, в 1994 году - 463.
В 1997 году Введенская Готня в Ракитянском р-не - центр Введено-Готнянского сельского округа: Введенская Готня (215 домовладений, 467 жителей) и хутора: Введенский (64 жителя), Смирнов (46 жит.), Ситное (44 жит.) и Зайчик (7 жит.).
В 2009 году Введенская Готня  (441 житель) в Ракитянском р-не Белгородской области - центр Введено-Готнянского сельского поселения, в которое входят еще 3 хутора: Введенский (38 жителей), Смирнов (32 жителя) и Ситное (26 жителей).

## Население
На 1 января 1999 года во Введенской Готне - 457 жителей, в 2001 году - 492, в 2002 году - 483, в 2006 году - 464. В 2007 году - 457, в 2008 году - 450.
| 2002 | 2010 |
| ---- | ---- |
| 485  | ↘431 |

## Интересные факты
- В русских сёлах юго-западной части Ракитянского района, примыкающей к Борисовскому району, в том числе и в селе Введенская Готня, бытовал костюм, который с полным основанием можно назвать украинским («малороссейским»)[6].
- Ниже по течению реки Готни (в соседнем Борисовском районе) имеется населённый пункт с перекликающимся названием — Октябрьская Готня.